# 西辻甚太郎
西辻 甚太郎（にしつじ じんたろう、生没年不詳）は、北海道小樽市の銭函駅で、北海道における駅弁のルーツとなった酒まんぢう（酒まんじゅう）の立ち売りを始めた人物。
立ち売り時期は、銭函駅の開業間もない1880年（明治13年）頃である。
北海道芦別市のよねた製菓にて復刻している酒まんぢうは、JR小樽駅のキヨスクにて販売している。